# Bento Morganti
Bento Morganti (Roma, 13 de Outubro de 1709 - ?) foi um escritor português.
Bento Morganti nasceu em Roma, filho de pais portugueses, em 13 de Outubro de 1709. Veio muito novo para Portugal. Estudou no Colégio de Santo Antão e na Universidade de Coimbra.
Bento Morganti também escreveu sob o pseudónimo de José Acúrsio de Tavares.

## Obras publicadas[2]
- 1737 - Nummismalogia ou Breve recopilação de algumas medalhas dos emperadores romanos, de ouro, prata, e cobre, que estão no Museo de Lourenço Morganti
- 1742 - Dissertação histórica e crítica: sobre a inscrição que existe no Campo de Santa Ana da Cidade de Braga
- 1750 - Descrição fúnebre das exéquias, que a Basílica Patriarcal de S. Maria dedicou à memória do... Rei D. João V
- 1752 - O Anónimo repartido pelas semanas para divertimento e utilidade do público
- 1756 - Carta de um amigo para outro, em que se dá sucinta noticia dos efeitos do terremoto, sucedido em o primeiro de Novembro de 1755
- 1756 - Verdade vindicada ou resposta a uma carta escrita de Coimbra, em que se dá notícia do lamentável sucesso de Lisboa no dia 1 de Novembro de 1755
- 1757 - Breve discurso sobre os cometas, em que se mostra a sua natureza
- 1757 - Carta em resposta ao discurso sobre os cometas
- 1758 - Sustos da vida nos perigos da cura, ou carta, que um amigo escreveu a outro (eBook)
- 1758 - Juízo verdadeiro sobre a carta contra os médicos, cirurgiões, e boticários há pouco impressa com o título de sustos da vida nos perigos da cura (eBook)
- 1758 - Relação panegírica das exéquias que a Irmandade de N. Senhora Mãe dos Homens, sita no Convento de S. Francisco de Xabrégas fez ao seu instituidor, e Director o M. R. Padre Fr. João de N. Senhora
- 1758 - Breves reflexões sobre a vida económica a qual consiste nos casamentos, na criação, e educação dos filhos e em adquirir, e conservar os bens
- 1765 - Aforismos morais, e instrutivos, úteis a, todo o género de pessoas